# Elisabeth von Thadden

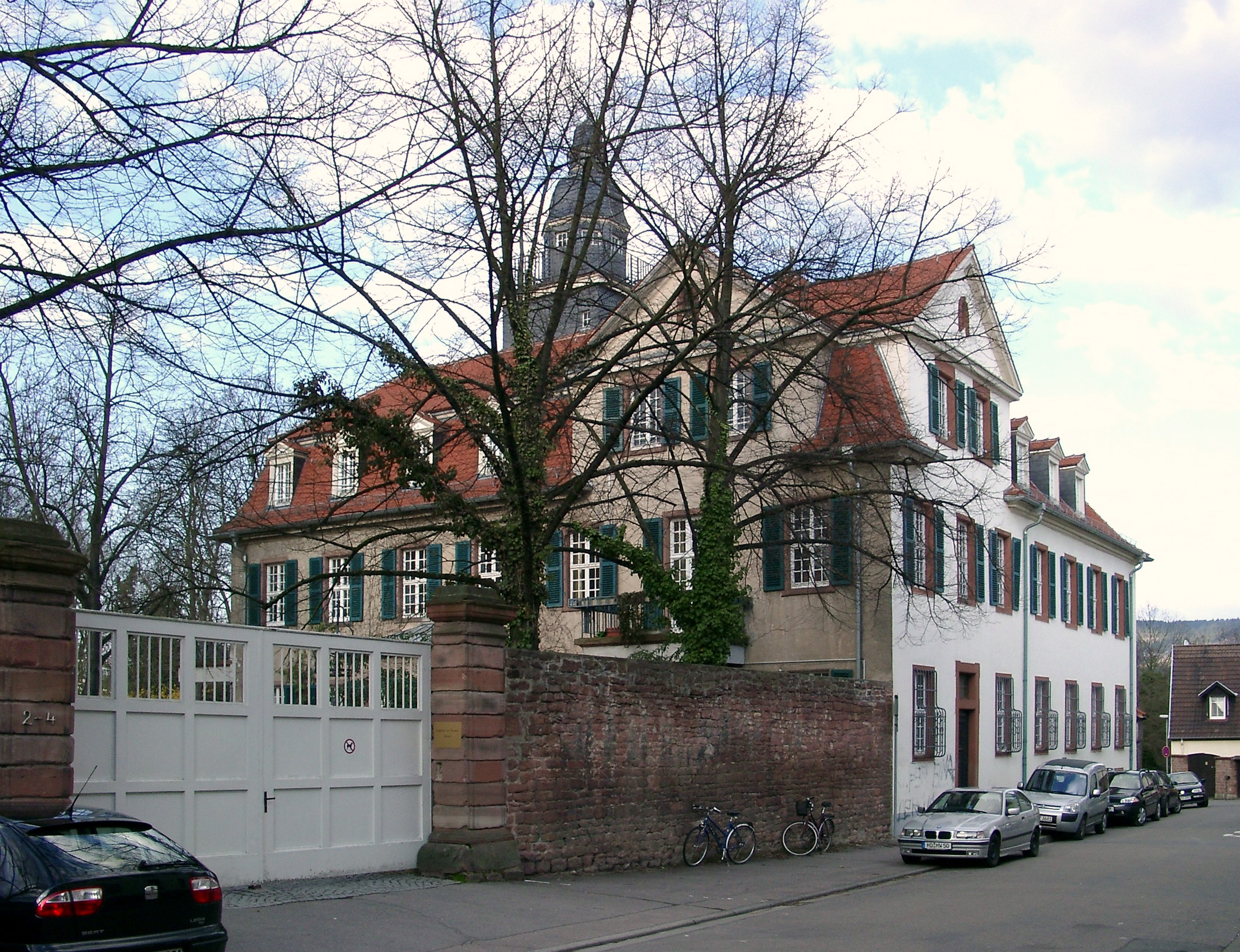
Szkoła Elisabeth von Thadden

Elisabeth Adelheid Hildegard von Thadden (ur. 29 lipca 1890 w Mohrungen, zm. 9 września 1944 w Berlinie) – niemiecka działaczka podziemia antyhitlerowskiego, stracona na mocy wyroku hitlerowskiego sądu.
Pochodziła ze starej niemieckiej, pomorskiej rodziny szlacheckiej. Była córką Ehrengard von Thadden (von Gerlach, 1868-1909) i doktora nauk prawnych Adolfa Gerharda Ludwiga von Thaddena (1858-1932), landrata powiatu Greifenberg in Pommern i członka pomorskiego landtagu. Jej przyrodni brat Adolf von Thadden (1921-1996) był znanym działaczem prawicowych organizacji ekstremistycznych.
Dorastała w majątku Trieglaff. W latach 20. XX w. pracowała jako nauczycielka i wychowawczyni. Angażowała się w ruch ewangelicki, realizując swoje pedagogiczne koncepcje chrześcijańskiego wychowania. Była blisko związana z Kościołem wyznającym. Pomagała Żydom wyjechać z III Rzeszy dla uniknięcia prześladowań. W czasie II wojny światowej pracowała dla Czerwonego Krzyża. Współpracowała z opozycjonistami z tzw. grupy Hanny Solf (Solf-Kreis). W grudniu 1943 usiłowała uciec do Francji. Została jednak schwytana w styczniu 1944 i skazana na śmierć przez sąd ludowy pod przewodnictwem Rolanda Freislera (tego samego, który skazał Sophie Scholl).

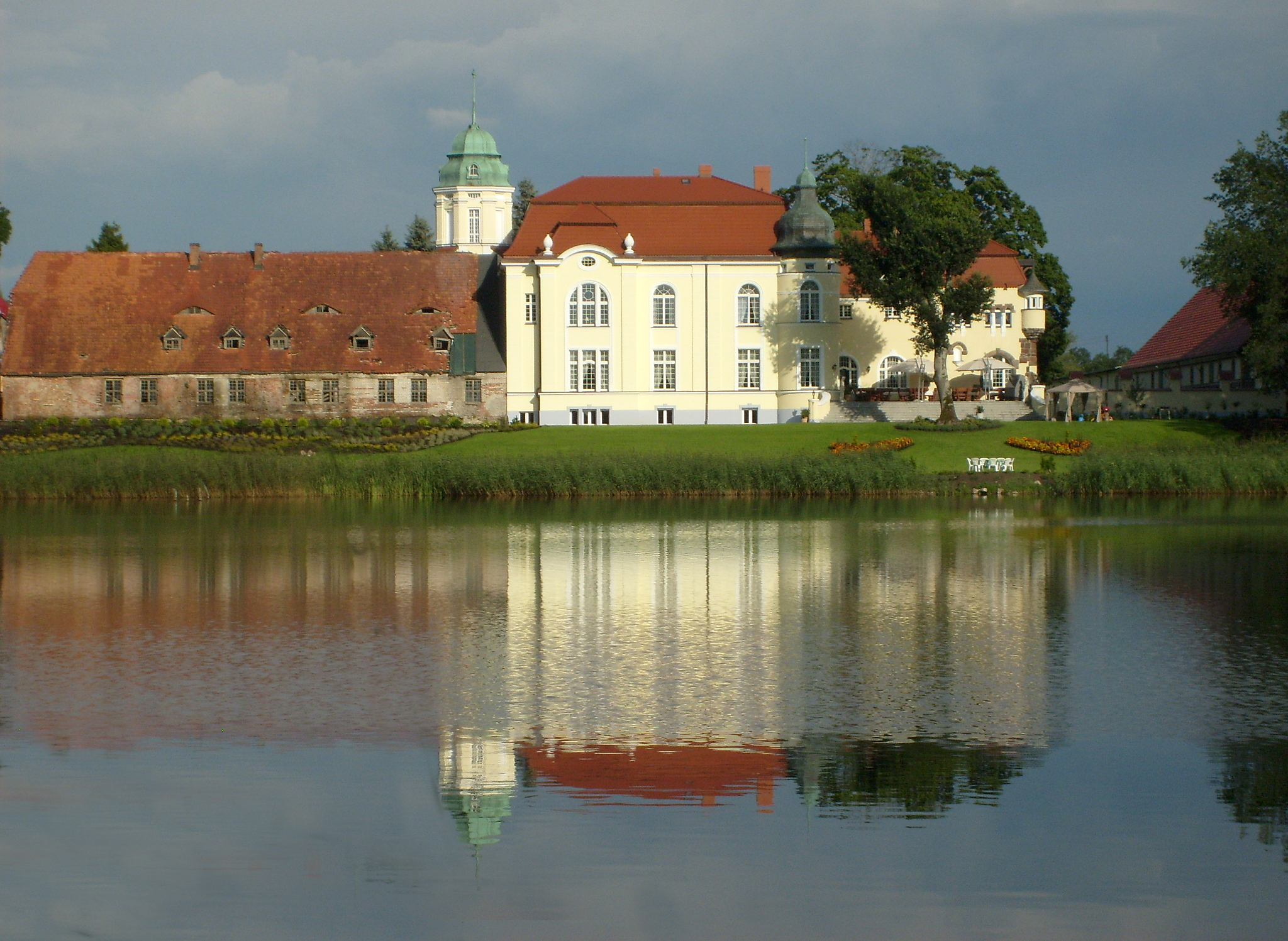
Dwór w Trzygłowie w rodzinie von Thadden od 1820 r.